# Valentinsdag
Valentinsdag, som fejres 14. februar, er kendt som "de elskendes helligdag".
Det var oprindeligt en kristen fastedag, der ærede martyren Sankt Valentin, og via senere folketraditioner er det blevet en vigtig kulturel, religiøs og kommerciel fejring af kærlighed og romantik i mange områder i verden. I moderne tid er det mange steder en tradition give kort, blomster, chokolade eller andre former for gaver.

## Historie
Valentinsdag er i moderne tid blevet sat i forbindelse med den gamle romerske højtid Lupercalia, men ikke alle forskere er dog enige i dette. Festivalen Lupercalia blev afholdt den 15. februar til ære for en af de romerske guder, Lupercus, og en række ritualer, som skulle sikre frugtbarhed, var et vigtigt element i festen.
Helligdagen blev indført af pave Gelasius i 496 e.v.t. og blev opkaldt efter den romerske præst Valentin. Hvem han var, er stadig usikkert. Legenden fortæller, at da kejser Claudius II beordrede romerske soldater til ikke at gifte eller forlove sig, trodsede Valentin dette dekret og fortsatte med at vie unge soldater. Han blev som følge heraf arresteret, sat i fangenskab og senere henrettet ved halshugning den 14. februar. Den romersk-katolske kirke udnævnte ham efter hans død til helgen som Sankt Valentin.

## Moderne fejring af valentinsdag
I 1700-tallet begyndte man i nogle lande at udtrykke sin kærlighed på denne dag ved at give gaver i form af blomster, konfekt eller kort.

### USA
USA har i høj grad været foregangsland for den kommercielle fejring af dagen. Omkring 2010 blev der årligt sendt omkring 190 millioner valentinskort. Højtiden er årsag til betydelig økonomisk aktivitet, og i 2017 blev der brugt omkring $18,2 mia. i forbindelse med valentinsdag.

### Danmark
Afholdelse af valentinsdag i Danmark er en forholdsvis ny tradition. Fejringen af dagen kendes fra begyndelsen af 1990'erne, hvor man kunne få valentinskort som go-cards på cafeer og lignende, og senere som almindelige lykønskningskort, der kunne købes på standere, f.eks. i supermarkeder. Fra 2000 begyndte flere landsdækkende medier at markere dagen, og mærkedagen optrådte i butikkernes reklamer med særlig romatiske varer mv.

## Valentinsdag i andre lande
I Finland, hvor dagen har været fejret siden 1989, er det den næstvigtigste sæson for afsendelse af postkort med 5-5½ mio. valentinskort.
I Brasilien bliver dagen fejret den 12. juni og kaldes Dia dos Namorados.

## I populærkulturen
I populærkulturen har valentinsdag dannet ramme for splatterfilmene My Bloody Valentine (1981) og genindspilningen My Bloody Valentine 3D (2009) samt for den romantiske komedie Valentine's Day (2010).